# Heian Maru
La Heian Maru fu un transatlantico giapponese costruito nella Osaka Iron Works nel 1930. Poi nel 1941, insieme alla gemella Hie Maru, venne requisito dalla Marina Imperiale Giapponese (IJN) dalla loro proprietaria, la compagnia Nippon Yusen K.K. (NYK) Line, per essere convertito in nave ausiliaria trasporto sommerigibili (Sensui-Bokan).
La nave fu posta sotto il comando del capitano Tamaki Toshiharu; aveva un equipaggio di 242 marinai.
La Hie Maru fu silurata e affondata nelle Truk nel novembre del 1943. Mentre la Heian Maru veniva affondata in un raid aereo nelle Truk nel febbraio 1944.